# Conseil territorial de Saint-Pierre-et-Miquelon
Mandature 2022-2027
Le conseil territorial de Saint-Pierre-et-Miquelon est l'assemblée délibérative unique gérant la collectivité d'outre-mer de Saint-Pierre-et-Miquelon. Appelé conseil général avant juillet 2007, il est composé de dix-neuf membres, élus pour cinq ans. Le dernier renouvellement a eu lieu lors des élections territoriales du 27 mars 2022.

## Présentation
Saint-Pierre-et-Miquelon a le statut de collectivité territoriale depuis 1985. Après l'acte II de la décentralisation (2003), la loi no 2007-223 du 21 février 2007 portant dispositions statutaires et institutionnelles relatives à l'outre-mer érige l'archipel en collectivité d'outre-mer (COM), relevant de l'article 74 de la Constitution. Le conseil général devient à cette occasion un conseil territorial, exerçant à peu près les mêmes compétences qu'un conseil régional et un conseil départemental.
Bien que ces compétences relèvent de l'article 74 de la Constitution, les lois de la République s'appliquent directement à Saint-Pierre-et-Miquelon (régime de l'inclusion législative) sauf dans certains domaines, notamment les impôts, le régime douanier, l'urbanisme et le logement.

## Historique
Par décret du 5 avril 1885, un conseil général est créé mais la colonie étant trop peu peuplée, celui-ci est dissout par décret le 25 juin 1897. Le gouverneur de l'archipel reprend les attributions qui avaient été dévolues au conseil général.
Cette assemblée éphémère a eu deux présidents :
- Paul-Aristide Mazier, de 1885 à 1888 et de 1891 à 1897 ;
- Jacques Dupont, de 1888 à 1891.

Il faut attendre le 25 octobre 1946 pour que le conseil général de Saint-Pierre-et-Miquelon soit rétabli.

## Mode de scrutin
Le Conseil territorial de Saint-Pierre-et-Miquelon est composé de 19 sièges pourvus pour cinq ans selon un système mixte à finalité majoritaire : il s'agit d'un scrutin proportionnel plurinominal combiné à une prime majoritaire de la moitié des sièges attribuée à la liste arrivée en tête, si besoin en deux tours de scrutin. La collectivité territoriale forme une circonscription unique, composée de deux sections communales à raison de quinze sièges pour Saint-Pierre et quatre sièges pour Miquelon-Langlade. Les électeurs votent pour une liste fermée de 23 candidats, sans panachage ni vote préférentiel. Les listes doivent respecter la parité en comportant alternativement un candidat de chaque sexe.
Au premier tour, la liste ayant obtenu la majorité absolue des suffrages exprimés et un nombre de suffrages égal au quart des électeurs inscrits remporte la prime majoritaire, soit huit sièges dans la section de Saint-Pierre et deux sièges dans la section de Miquelon-Langlade. Au sein de chaque section, les sièges restants sont alors répartis à la proportionnelle selon la règle de la plus forte
moyenne entre toutes les listes, y compris celle arrivée en tête.
Si aucune liste n'a recueilli la majorité absolue, un second tour est organisé entre toutes les listes ayant obtenu au moins 10 % des suffrages exprimés au premier tour. Les listes ayant obtenu au moins 5 % peuvent néanmoins fusionner avec les listes pouvant se maintenir. Si une seule voire aucune liste n'a atteint le seuil requis de 10 %, les deux listes arrivées en tête au premier tour sont qualifiées d'office. Après dépouillement des suffrages, la répartition des sièges se fait selon les mêmes règles qu'au premier tour, les seules différences étant que la prime majoritaire est attribuée à la liste arrivée en tête qu'elle ait obtenu ou non la majorité absolue et les voix de 25 % des inscrits, et que la répartition des sièges n'a lieu qu'entre les partis en lice au second tour,.
Avant 2012, les membres étaient élus pour six ans dans deux circonscriptions électorales : celle de Saint-Pierre et celle de Miquelon-Langlade, à raison de 15 et 4 conseillers respectivement.
Le conseil exécutif est composé du président du conseil territorial, qui le préside, de cinq vice-présidents et de deux autres conseillers.

## Conseil territorial actuel

### Composition de l'assemblée
| Président du Conseil territorial de Saint-Pierre-et-Miquelon |       |       |      |                            |              |
| Bernard Briand (AD)                                          |       |       |      |                            |              |
| Parti                                                        | Sigle | Sigle | Élus | Groupe                     | Président(s) |
| Majorité (15 sièges)                                         |       |       |      |                            |              |
| Archipel demain                                              |       | AD    | 15   | Majorité - Archipel demain |              |
| Opposition (4 sièges)                                        |       |       |      |                            |              |
| Cap sur l'avenir                                             |       | CSA   | 4    | Cap sur l'avenir           |              |

### Liste des conseillers territoriaux
| Nom                          |  | Parti | N° | Section           | Groupe                     | Fonctions          |
| ---------------------------- |  | ----- | -- | ----------------- | -------------------------- | ------------------ |
| Bernard Briand               |  | AD    | 01 | Saint-Pierre      | Majorité - Archipel demain | Président          |
| Jacqueline André-Cormier     |  | AD    | 02 | Saint-Pierre      | Majorité - Archipel demain | 2e vice-présidente |
| Yannick Abraham              |  | AD    | 03 | Saint-Pierre      | Majorité - Archipel demain | 1er vice-président |
| Corinne Marsoliau Guibert    |  | AD    | 04 | Saint-Pierre      | Majorité - Archipel demain |                    |
| Claude Lemoine               |  | AD    | 05 | Saint-Pierre      | Majorité - Archipel demain | 4e vice-président  |
| Sandy Skinner                |  | AD    | 06 | Saint-Pierre      | Majorité - Archipel demain |                    |
| Jean-Louis Dagort            |  | AD    | 07 | Saint-Pierre      | Majorité - Archipel demain |                    |
| Annick Lafargue Salomon      |  | AD    | 08 | Saint-Pierre      | Majorité - Archipel demain |                    |
| André Le Bars                |  | AD    | 09 | Saint-Pierre      | Majorité - Archipel demain |                    |
| Naomi Haran                  |  | AD    | 10 | Saint-Pierre      | Majorité - Archipel demain | 5e vice-présidente |
| Gaël Arrossaména             |  | AD    | 11 | Saint-Pierre      | Majorité - Archipel demain |                    |
| Allison Dagort               |  | AD    | 12 | Saint-Pierre      | Majorité - Archipel demain |                    |
| Yannis Coste                 |  | AD    | 01 | Miquelon-Langlade | Majorité - Archipel demain | 3e vice-président  |
| Nolwen Desdouets             |  | AD    | 02 | Miquelon-Langlade | Majorité - Archipel demain |                    |
| Michel Detcheverry           |  | AD    | 03 | Miquelon-Langlade | Majorité - Archipel demain |                    |
| Annick Girardin              |  | CSA   | 01 | Saint-Pierre      | Cap sur l'avenir           |                    |
| Arnaud Orsiny                |  | CSA   | 02 | Saint-Pierre      | Cap sur l'avenir           |                    |
| Nathalie Poirier Arrossaména |  | CSA   | 03 | Saint-Pierre      | Cap sur l'avenir           |                    |
| René Michel                  |  | CSA   | 04 | Saint-Pierre      | Cap sur l'avenir           |                    |
| Roselle Bily                 |  | CSA   | 05 | Saint-Pierre      | Cap sur l'avenir           |                    |
| Franck Detcheverry           |  | CSA   | 01 | Miquelon-Langlade | Cap sur l'avenir           |                    |

## Liste des présidents
| Période                                         | Période                       | Identité                      | Étiquette                     | Étiquette                     |
| Présidents du conseil général                   | Présidents du conseil général | Présidents du conseil général | Présidents du conseil général | Présidents du conseil général |
| ----------------------------------------------- | ----------------------------- | ----------------------------- | ----------------------------- | ----------------------------- |
| 1947                                            | 1952                          | Henri Dagort                  |                               | DIV                           |
| 1952                                            | 1956                          | Albert Briand                 |                               | DIV                           |
| 1956                                            | 1964                          | Henri Claireaux               |                               | MRP                           |
| 1964                                            | 1966                          | Albert Briand                 |                               | DIV                           |
| 1966                                            | 1968                          | Paul Lebailly                 |                               | DIV                           |
| 1968                                            | 1984                          | Albert Pen                    |                               | DIA                           |
| 1984                                            | 1994                          | Marc Plantegenest             |                               | DIA                           |
| 1994                                            | 1996                          | Gérard Grignon                |                               | AD                            |
| 1996                                            | 2000                          | Bernard Le Soavec             |                               | AD                            |
| 2000                                            | 2005                          | Marc Plantegenest             |                               | DIA                           |
| 2005                                            | 2006                          | Charles Dodeman               |                               | DIA                           |
| 2006                                            | 2007                          | Stéphane Artano               |                               | AD                            |
| Présidents du conseil territorial (depuis 2007) |                               |                               |                               |                               |
| 2007                                            | 2017                          | Stéphane Artano               |                               | AD                            |
| 2017                                            | 2020                          | Stéphane Lenormand            |                               | AD                            |
| 2020                                            | En cours                      | Bernard Briand                |                               | AD                            |